# Epigynopteryx prolixa
Epigynopteryx prolixa är en fjärilsart som beskrevs av Louis Beethoven Prout 1915. Epigynopteryx prolixa ingår i släktet Epigynopteryx och familjen mätare. Inga underarter finns listade i Catalogue of Life.